# Samirijja
Samirijja (arab. سميرية) – wieś w Syrii, w muhafazie Hama. W 2004 roku liczyła 960 mieszkańców.